# 美洲闊苞菊
美洲闊苞菊（学名：Pluchea carolinensis）为菊科闊苞菊屬下的一个种。

## 扩展阅读
- 維基物種上的相關：美洲闊苞菊